# Пузырь Хаббла

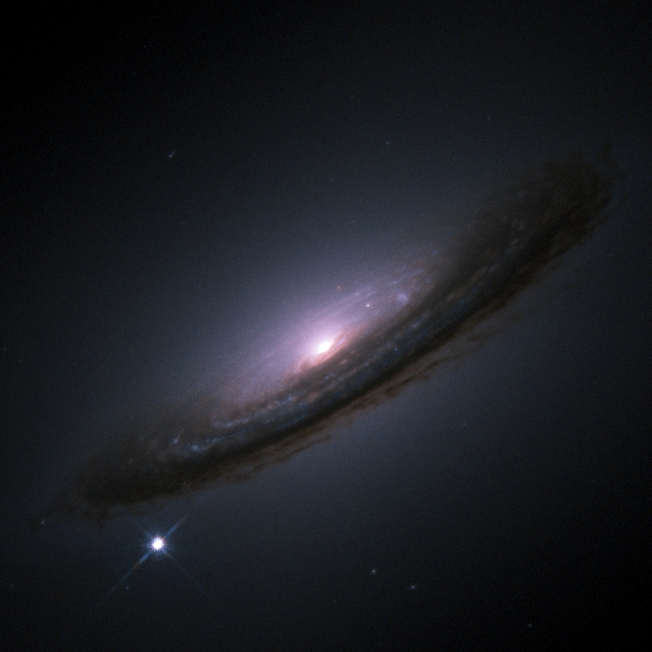
Космический телескоп Хаббла выявил множество местных аномалий плотности межзвёздного пространства, которое в целом является однородным: например эту галактику (NGC 4526) и сверхновую рядом с ней (SN 1994D).

Пузырь Хаббла — астрономический термин, означающий «отклонение локального значения постоянной Хаббла от глобального среднего значения» или «локальный монополь в поле пекулярных скоростей, возможно, вызванный наличием локального войда в распределении вещества».
Постоянная Хаббла, названная в честь астронома Эдвина Хаббла, чьи труды осветили вопрос расширения Вселенной, является показателем скорости, с которой происходит расширение. В соответствии с принципом Коперника, Земля не находится в центральном, обладающим какими-то особыми характеристиками положении. Ввиду этого, можно ожидать, что постоянная Хаббла, если её измерить в любой точке Вселенной, будет иметь то же самое значение. С другой стороны, если бы Земля находилась внутри или рядом с центром области межзвёздного пространства, имеющей очень низкую плотность (относительно пустой), более плотное вещество снаружи такой области с заметной силой притягивало бы вещество из центра области с низкой плотностью. Звёзды внутри такого «пузыря Хаббла» двигались бы в направлении от Земли с большей скоростью, чем общая скорость расширения вселенной. Данная гипотеза позволяет объяснить ускоряющееся расширение Вселенной без привлечения темной энергии.

## Появление гипотезы
В 1998 году Зехави и др. получили свидетельства в пользу гипотезы пузыря Хаббла. По их исходному предположению, локальные скорости красного смещения отличаются от существующих в других областях вселенной. Это заключение было сделано на основе наблюдений сверхновых типа Ia (обычно сокращённо называются «SNe Ia»). Такие объекты использовались в качестве «стандартной свечи» при определении расстояний до удалённых объектов в течение 20 лет и были ключевыми в первых наблюдениях тёмной энергии.
Зехави и др. изучили пекулярные скорости 44 SNe Ia, чтобы проверить гипотезу о существовании локального войда, и получили, что Земля находится внутри относительно пустой области пространства, с недостачей плотности примерно 20 %, которая окружена более плотной оболочкой, то есть «пузырём».

### Проверка гипотезы
В 2007 году Конли и др. исследовали сравнение данных о цвете SNe Ia, принимая во внимание влияние космической пыли в других галактиках. Они заключили, что имеющиеся данные не свидетельствуют о существовании локального пузыря Хаббла. К аналогичному заключению пришли также Мосс с коллегами в 2010 году на основе изучения не только данных о сверхновых, но и спектра реликтового излучения.